# Guido Fusinato
Pour les articles homonymes, voir Fusinato.
Guido Fusinato (Castelfranco Veneto, 15 février 1860 - Schio, 22 septembre 1914) était un homme politique italien, député de la XVIIIe à la XXIVe législature et ministre de l'Instruction publique du 29 mai au 2 août 1906 sous le gouvernement Giolitti III.

## Biographie
Il est le fils de l'écrivain et patriote Arnaldo Fusinato.

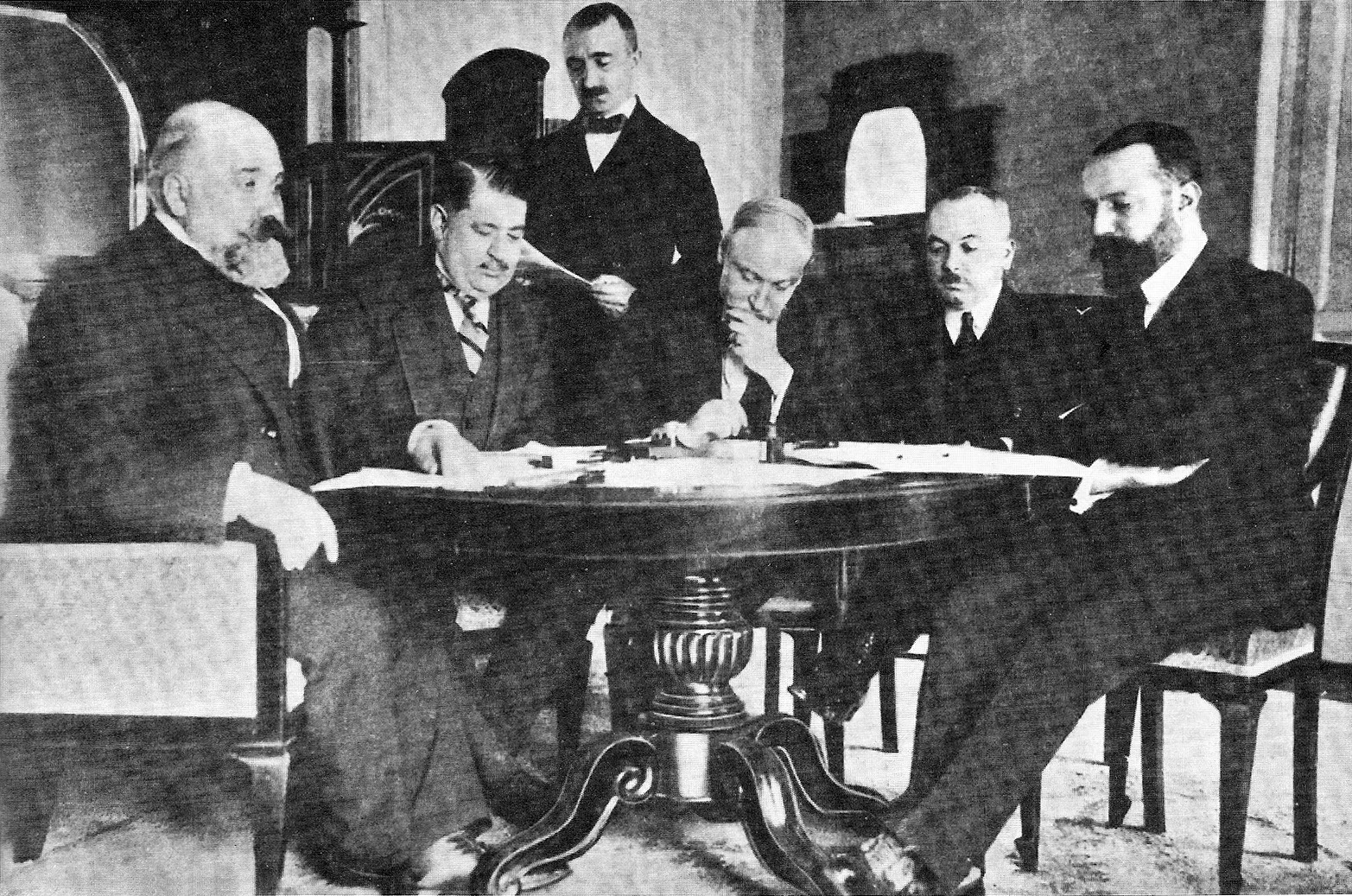
Guido Fusinato, 3e à droite, lors du traité de Lausanne

En 1912, il est signataire en tant que plénipotentiaire du traité d'Ouchy entre l'Italie et l'Empire ottoman à l'issue de la guerre italo-turque et fait l'objet de vives critiques pour avoir trop concédé à l'Empire ottoman.
Il a également été sous-secrétaire aux affaires étrangères. Après le début de la Première Guerre mondiale, par désespoir de voir sa patrie plongée dans une longue guerre désastreuse pour son destin, comme il l'écrit à Giovanni Giolitti les 19 et 20 août 1914 (Lettres, vol. III, tome III), il se suicide.
Il s'inscrit à la franc-maçonnerie en 1892.

## Sources
- (it) Cet article est partiellement ou en totalité issu de l’article de Wikipédia en italien intitulé « Guido Fusinato » (voir la liste des auteurs).